# USB 4

Logo USB 4

Universal Serial Bus 4 (USB4) obchodním názvem někdy také  USB 4.0, je zatím nejnovější verzí univerzální sériové sběrnice (USB) . V současnosti existují již dvě verze. Verze 1.0 byla vydána 29. srpna 2019, modernizovaná verze 2.0 byla zveřejněna dne 18. září 2022. Specifikace USB4 je založena na protokolu Thunderbolt 3, který zpřístupnila USB Implementers Forum firma Intel.

## Charakteristika

### Hlavní cíle nového standardu
- zvýšení přenosové rychlosti[2]
- sjednocení a podpora budování ekosystému USB-C[2]
- minimalizace zmatení uživatelů[2]

## Vlastnosti
- Dvoupásmový provoz pomocí stávajících kabelů USB typu C s přenosovou rychlostí až 80 Gb/s po kabelech s certifikací 80 Gb/s.[3]
- Více datových a zobrazovacích protokolů pro efektivní sdílení maximální souhrnné šířky pásma na sběrnici.[2]
- Zpětná kompatibilita se všemi předchozími verzemi USB.
- Používá pouze konektor USB-C[2]

## Porovnání s předchozí verzí
| [ 4 ]                        | USB 4                                                 | USB 3                                 |
| ---------------------------- | ----------------------------------------------------- | ------------------------------------- |
| Podporované typy konektorů   | USB-C                                                 | USB-A, USB-B, USB Micro-B, USB-C      |
| Maximální přenosová rychlost | 120Gbps                                               | 20Gbps                                |
| Power delivery (maximum)     | 240W                                                  | Až 240W při použití USB 3.2 a PD 3.1  |
| Kompatibilita                | Kompatibilní s předchozími generacemi a Thunderbolt 3 | Kompatibilní s předchozími generacemi |
| Marketingový název           | USB XGbps                                             | SuperSpeed                            |

USB4 navíc zavádí soubor minimálních standardů, které musí výrobci splnit, aby mohli své výrobky označit jako USB4. Zaprvé, nařizuje použití konektoru typu C. Vyžaduje také podporu alternativního režimu DisplayPort, dvoupásmový provoz a Thunderbolt 3.
Naproti tomu USB 3 nemá žádné povinné funkce kromě těch, které jsou specifické pro konektor nebo jsou vyžadovány pro konkrétní využití.

## Power delivery
Specifikace USB PD Revision 3.1, která byla oznámena v roce 2021, je zásadní aktualizací, která umožňuje dodávat až 240 W.
Standard "USB PD 3.1" definuje navíc tři nové úrovně napětí na úrovni 28V, 36V a 48V (kromě předchozích 5V, 9V, 15V a 20V). Díky nově zavedené funkci Adjustable Voltage Supply bude moci nabíjené zařízení sdělit nabíječce, jaké napětí má v daný okamžik dodávat v krocích po 100 mV.
Díky "USB PD 3.1" bude možné i nadále používat usb například k nabíjení notebooků nebo napájení externích monitorů.

## Podpora operačních systémů
USB4 podporují operační systémy:
- Linux kernel 5.6, vydaný 29. března 2020[6]
- macOS Big Sur (11.0), vydaný 12. listopadu 2020[7]
- Windows 11, vydaný 5. října 2021[8]